# Sint-Willibrorduskerk (Alphen)
De Sint-Willibrorduskerk is een rooms-katholieke kerk in Alphen in de Nederlandse provincie Noord-Brabant.
Aan de bouw van de toren en het koor werd begonnen in 1500. In 1542 werd de bouw gestaakt door de inval van de Geldersen onder leiding van Maarten van Rossum. Vermoedelijk werd de toren in 1559 voltooid. Ze is uitgevoerd in de laatste fase van de Kempense gotiek. De kerk werd in 1648 in gebruik genomen door de hervormden en in 1820 aan de Katholieken teruggegeven. Aangezien het gebouw in verval was geraakt, moest het worden hersteld.
Deze kerk werd in 1909 afgebroken. Alleen de toren bleef behouden. De kerk werd vervangen door een nieuwe kerk in neogotische stijl, ontworpen door Joseph Cuypers en Jan Stuyt, en ingewijd in 1910.
Op 7 oktober 1944 stortte de spits van de kerktoren op het schip van de kerk tijdens een artilleriebeschieting. De zwaar beschadigde kerk werd in 1955 vervangen door een driebeukige kruiskerk in traditionalistische stijl, ontworpen door de architect Hendrik Willem Valk. In 1966 werd de toren in de oorspronkelijke stijl herbouwd.
In de kerk zijn nog uit de oorspronkelijke kerk het hoogaltaar, zijaltaren van Maria en Jozef, een groot hangend kruis met lichaam van Christus, een doopvont en communiebanken.
Op de gebrandschilderde ramen in de zijbeuk zijn de torens van 14 omliggende kerken afgebeeld.
De toren is een rijksmonument. Ze omvat drie geledingen en wordt bekroond door een ingesnoerde spits. De balustrade en de pinakels om de spits zijn 20e-eeuwse toevoegingen. De toren heeft haakse steunberen